# Catterick

Garnisons-Badge (Tudor-Rose)

Catterick, früher Catherick geschrieben, ist eine Ortschaft und ein Civil parish in North Yorkshire. Um den Ort von der naheliegenden Catterick Garrison zu unterscheiden, wird er oft Catterick Village genannt.

## Geschichte
Zur Zeit der Römerherrschaft in England trug der Ort den Namen Cataractonium und war eine Befestigungsanlage, die den Kreuzungspunkt der Great North Road mit der Dere Street (Via regia) am River Swale beschützen sollte. In der Geographike Hyphegesis des Ptolemäus von 150 v. Chr. wird Κατουρακτονιον als Landmarke genannt. Der Name soll sich vom keltischen Wort für „Schanzen einer Schlacht“ herleiten.
Hier soll die Schlacht von Catraeth (um 598 n. Chr.) stattgefunden haben, ein Kampf zwischen den keltischen Königreichen des „Alten Nordens“ (Hen Ogledd) und dem angelsächsischen Königreich Bernicia. Im Heldengedicht Y Gododdin wird diese Schlacht besungen. Im nahegelegenen River Swale hat der heilige Paulinus von York seine ersten Taufzeremonien an den Heiden vollzogen.
Später war der Ort als Poststation an der Great North Road wichtig, da er Nächtigungsmöglichkeiten und Pferdewechsel anbot. Der heute noch bestehende Gasthof Angel Inn war eine derartige Raststation. Die Saint Anne's Church hat eine normannische Dachkonstruktion, die Reste des Erdwalles der mittelalterlichen Motte Killerby Castle sind in der Nähe zu besichtigen.

## Militär

### Garnison
Catterick Garrison ist mit rund 12.000 Soldaten die größte Garnison der British Army weltweit. Ein Großteil der Bewohner von Catterick Village ist hier beschäftigt. Die Garnison umfasst mehrere Militärlager (barracks), Zivilgebäude, einen Supermarkt und einen McDonald’s. Der Gründer der Pfadfinderbewegung, Lord Robert Baden-Powell, empfahl 1908 als Kommandeur der Northern Territorial Army den Garnisonsort Catterick – damals war die Garnison Richmond Camp noch in Richmond Castle, erst 1915 wurde sie nach Verlegung in Catterick Camp umbenannt. Heute sind hier die 4th Mechanized Brigade (mit dem 1st Battalion Scots Guards) und das Infantry Training Centre (ITC) Catterick (mit dem 3rd Battalion Gurkha Company),  stationiert.

### Flugplatz der Royal Air Force
Der Flugplatz RAF Catterick der Royal Air Force, errichtet 1914, war bis 1994 Standort für verschiedene Einsatz- und Trainingseinheiten. Dann wurde er der Army übergeben und ist seitdem ein Teil von Catterick Garrison.